# Едмонтон Ойлерз
«Е́дмонтон О́йлерз» (укр. Нафтовики Едмонтона, англ. Edmonton Oilers) — професіональна хокейна команда міста Едмонтон, у провінції Альберта. Команду спочатку засновано в 1972 в місті Едмонтон як член Всесвітньої хокейної асоціації. З 1979 року грає у Національній хокейній лізі.
 Команда входить до складу Тихоокеанського дивізіону, Західної конференції, Національної хокейної ліги.
Домашня арена «Едмонтон Ойлерз» — Роджер Плейс.
«Ойлерз» 5 разів виграли хокейний трофей Кубок Стенлі в 1984, 1985, 1987, 1988 та 1990 роках. За «Ойлерз» грав один з найкращих гравців всіх часів Вейн Грецкі, який встановив чимало рекордів. З ним «Нафтовики» виграли 4 з 5 своїх Кубків Стенлі.

## Історія

### ВХА (1972—1979)
У першому сезоні ВХА 1972/73, одним з учасників ліги став клуб з провінції Альберта «Альберта Ойлерз». Клуб отримав назву канадської провінції бо було припущення, що «Ойлерз» буде проводити свої домашні матчі в містах Едмонтоні та Калгарі, але цього так і не сталося. Тому з сезону 1973/74 клуб отримав сучасну назву «Едмонтон Ойлерз». З 1973 по 1976 кольори клубу захищав центральний нападник Едді Джоял.
За час виступів у ВХА «нафтовики» лише одного разу досягли фіналу в сезоні 1978/79, де поступились «Вінніпег Джетс». У складі «Ойлерз» в тому сезоні також дебютував Вейн Грецкі.

### НХЛ та ера Грецкі (1979—1988)
Перед сезоном 79/80 «Ойлерз» входить до складу клубів НХЛ. У розширеному драфті НХЛ «нафтовики» закріпили свої права на Грецкі, а на драфті новачків обрали Марка Мессьє.
Починаючи з першого сезону в НХЛ Грецкі почав бити рекорди результативності та неодноразово здобував звання найкращого гравця ліги. Цьому сприяло і те що його партнерами по команді були такі хокеїсти, як Гленн Андерсон, Ярі Куррі, Марк Мессьє та захисник Пол Коффі. Перші роки пішли на награвання складу, а вже з сезону 81/82 «Ойлерз» шість років поспіль набирав понад 100 очок у регулярному чемпіонаті та чотири рази виборов Кубок Стенлі (1984, 1985, 1987 і 1988 роках). Весь цей час тренером клубу був Глен Сатер, а воротарем «Едмонтона» був перший чорношкірий голкіпер НХЛ Грант Фюр.
9 серпня 1988 року «Едмонтон», сенсаційно обміняв Вейна в Лос-Анджелес Кінгс.

### П'ятий Кубок Стенлі та криза (1989—1996)

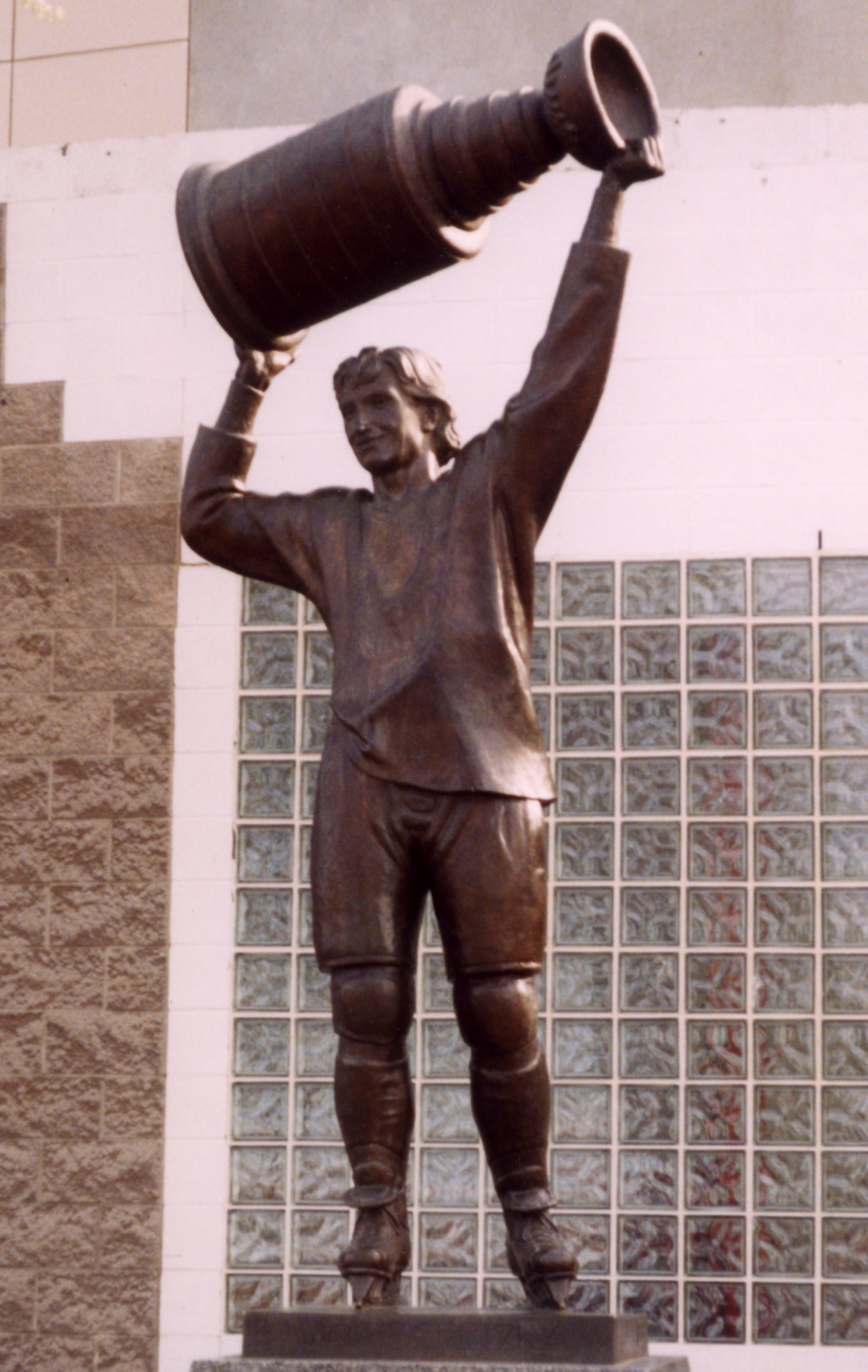
Пам'ятник славнозвісному хокеїсту Вейну Ґрецкі

У першому сезоні без Грецкі «Ойлерз» вибув з плей-оф у першому раунді, поступившись новій команді Вейна «Лос-Анджелесу».
Сезон 89/90 вп'яте приніс команді перемогу в Кубку Стенлі. Лідером команди був Марк Мессьє, а новим тренером Джон Маклер. У фіналі «нафтовики» переграли Бостон Брюїнс в п'яти матчах. Для «Ойлерз» ця перемога стала останнім великим успіхом хоча і виходив до третього раунду плей-оф в наступних сезонах. Ветерани команди поступово почали покидати клуб так, як це зробив Мессьє в сезоні 91/92, перейшовши до Нью-Йорк Рейнджерс.
Починаючи з сезону 92/93 «нафтовики» чотири роки поспіль залишались поза зоною плей-оф. У клубу виникли фінансові проблеми, а власник команди Пітер Поклінгтон в 1994 році навіть погрожував перевезти команду до Гамільтону.

### Відродження команди (1997—2006)
У сезоні 96/97 воротар Кертіс Джозеф став першим номером команди, а його надійна гра запорукою повернення «нафтовиків» до середняка ліги. Не останню роль відіграв в цьому і головний тренер Рон Лоу. «Едмонтон» пробився до плей-оф, де переграв Даллас в першому раунді але поступився Колорадо в наступному раунді.
Сезон 97/98 став фактично повтором торішнього але в плей-оф вже переграли «Колорадо», а на другому етапі поступились «Даллас Старс».
У сезонах 98/99 та 99/00 команда продовжувала демонструвати видовищну та пробиватись до плей-оф, де кожного разу поступалася більш потужним «зіркам Далласа» вже в першому раунді. У травні 2000 року Глен Сатер оголосив про свою відставку з посади генерального менеджеру клубу.
Новий генеральний менеджер Кевін Лоу та головний тренер Крейг Мактевіш зіштовхуються з фінансовими проблемами, через що змушені продати найдорожчих гравців клубу. Та не дивлячись на це їм вдалося створити досить сильну команду, яка постійно на початку 2000-х років пробивалась до плей-оф. Однак, у Кубку Стенлі «Ойлерз» весь час зустрічався з більш сильним «Далласом», якому і поступався в серії до чотирьох перемог.
Сезон 05/06 став одним із найуспішніших на початку 2000-х років, команда маючи в складі таких гравців, як захисник Кріс Пронгер, нападник Фернандо Пізані та воротар Двейн Ролосон створили диво вийшовши до фіналу Кубку Стенлі, де поступились у серії «Кароліні Гаррікейнс» 3:4.

### Десятирічна криза (2006—2015)

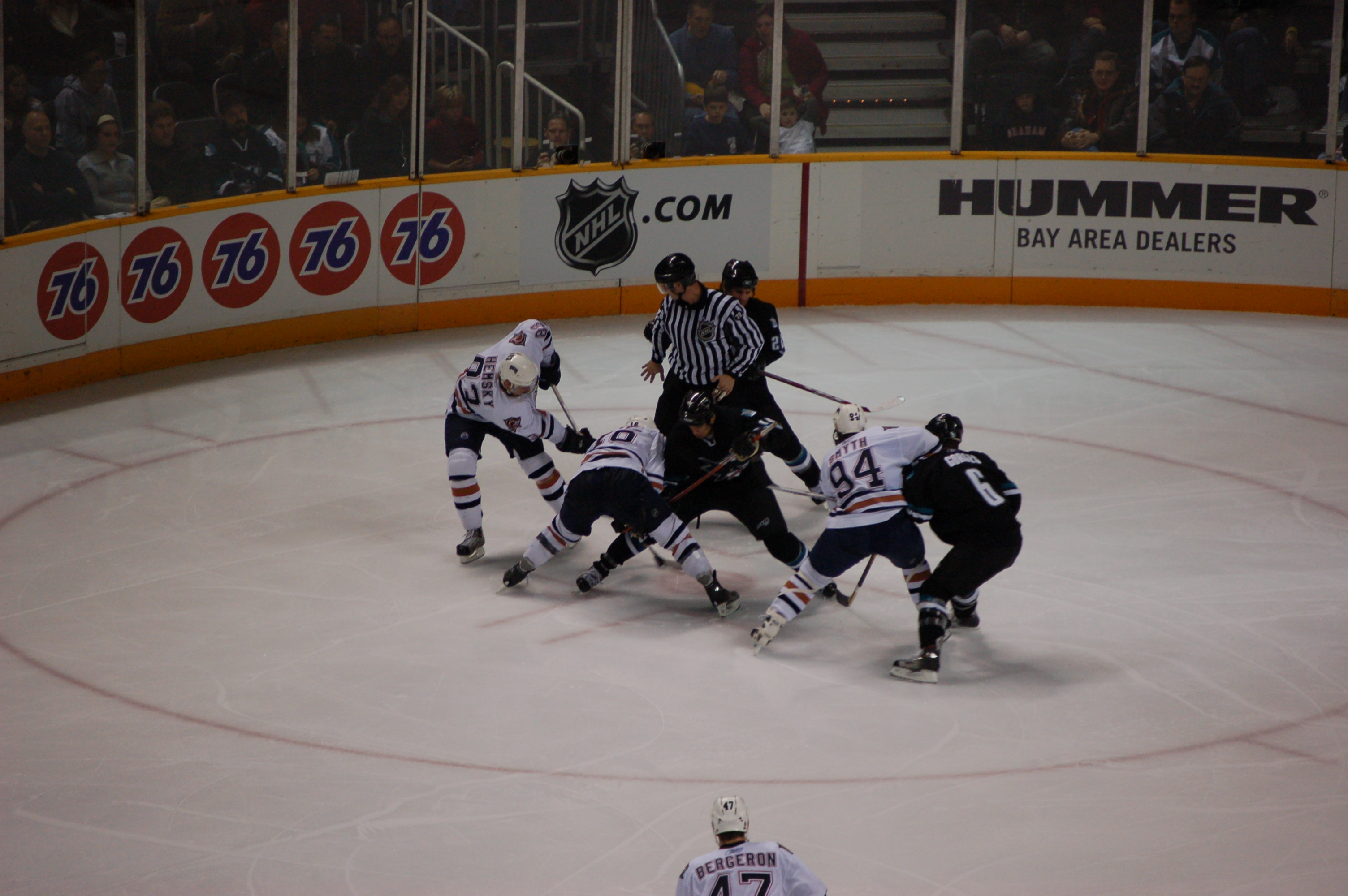
«Едмонтон Ойлерз»

Перед початком сезону 2006/07 одного із лідерів команди Кріса Пронгера обміняли на двох гравців Анагайм Дакс Джофрі Лупула і Ладіслава Шміда, а також отримали право на одного з гравців з майбутнього драфту. По ходу сезону клуб залишив ще один багаторічний лідер клубу Раєн Сміт, який перейшов до Нью-Йорк Айлендерс. Загалом цей сезон став провальним для «нафтовиків», які посіли останнє місце в дивізіоні.
Сезон 2007/08 став продовженням попереднього, що зрештою призвело до зміни генерального менеджера, 30 липня 2008 ним став Стів
Тамбелліні.
Правда результати команди лишаються незмінними вона поза зоною плей-оф.
Незважаючи на невдачі, клуб завдяки драфту поповнився чималою кількістю перспективних молодих гравців, серед яких Тейлор Голл, Джордан Еберле, Магнус Пяяйярві-Свенссон, Райан Ньюджент-Гопкінс, Наїль Якупов, лави команди поповнили також досвідчені гравці Джастін Шульц і Алеш Гемський.

### Ера Коннора Мак-Девіда (2015–)
Влітку 2015 генеральним менеджером клубу став Пітер Чіареллі, а Тодд Маклеллан головним тренером. На драфті НХЛ 2015 в першому раунді був обраний один із самих перспективних гравців Коннор Мак-Девід, окрім нього команду посилили воротар Кем Тальбо, захисник Андрей Секера.
Перший сезон нового Едмонтону не склався, насамперед через травму Коннора. Драфт 2016 року прописав у клубі юного фіна Єссе Пулюярві. Також влітку 2016 ланку нападників посилив Мілан Лучич, а першого номера драфту 2010 Тейлора Голла обміняли на захисника Адама Ларссона. 5 жовтня 2016 року 19-річний Мак-Девід став п'ятнадцятим капітаном команди і на сьогодні є наймолодшим капітаном в історії НХЛ. Результат сезону 2016/17: «нафтовики» вперше з 2006 року вийшли до плей-оф, де в першому раунді вибили Сан-Хосе Шаркс 4-2, а в другому поступились Анагайм Дакс 3-4.

## Почесні члени

### Члени Зали слави
Гравці
- Гленн Андерсон, 1980—1991 і 1995—1996, обраний 2008
- Пол Коффі, 1980—1987, обраний 2004
- Грант Фюр, 1981—1991, обраний 2003
- Вейн Грецкі, 1978—1988, обраний 1999
- Ярі Куррі, 1980—1990, обраний 2001
- Марк Мессьє, 1979—1991, обраний 2007
- Адам Оутс, 2003—2004, обраний 2012
- Жак Плант, 1974—1975, обраний 1978
- Кріс Пронгер, 2005—2006, обраний 2015
- Норм Ульман, 1975—1977, обраний 1982

Тренери
- Кларк Дрейк, 1975—1976, обраний 2017
- Роджер Нілсон, 1984, обраний 2002
- Пет Квінн, 2009—2012, обраний 2016
- Глен Сатер, 1976—2000, обраний 1997

### Закріплені номери
| No.  | Гравець        | Позиція | Кар'єра             | Дата             |
| ---- | -------------- | ------- | ------------------- | ---------------- |
| 3    | Ел Гамільтон   | З       | 1972–1980           | 10 жовтня 1980 1 |
| 7    | Пол Коффі      | З       | 1980–1987           | 18 жовтня 2005   |
| 9    | Гленн Андерсон | ПН      | 1980–1991 1995–1996 | 18 січня 2009    |
| 11   | Марк Мессьє    | ЛН      | 1979–1991           | 27 лютого 2007   |
| 17   | Ярі Куррі      | ПН      | 1980–1990           | 6 жовтня 2001    |
| 31   | Грант Фюр      | В       | 1981–1991           | 9 жовтня 2003    |
| 99 2 | Вейн Грецкі    | Ц       | 1978–1988           | 1 жовтня 1999    |

Примітки:
- 1 Церемонія відбулась 4 квітня 2001.
- 2 #99 за Грецкі закріплений командами усієї ліги НХЛ 6 лютого 2000.[7]